# Erzbistum Florenz
Das Erzbistum Florenz (lat. Archidioecesis Florentina, ital. Arcidiocesi di Firenze) ist eine in Italien gelegene Erzdiözese der römisch-katholischen Kirche.

## Geschichte
Das Bistum wurde im 1. Jahrhundert errichtet, erster historisch gesicherter Bischof ist Felix, der zu Beginn des 4. Jahrhunderts an einer vom römischen Bischof Miltiades einberufenen Synode teilnahm. Am 10. Mai 1419 wurde das Bistum durch Papst Martin V. zum Erzbistum mit Sitz eines Metropoliten, erster Erzbischof wurde Amerigo Corsini (amtierend 1411–1434). 1799 fiel Florenz und damit auch das Erzbistum unter französische Besatzung. Seit 1889 waren alle Florentiner Erzbischöfe bei ihrer Ernennung Kardinal oder wurden anschließend zu Kardinälen kreiert, so dass Florenz als traditionell mit der Kardinalswürde verbundener Bischofssitz gilt.
Mater Ecclesia ist die 1436 fertiggestellte Kathedrale von Florenz (Santa Maria del Fiore).